# Petit Paumé

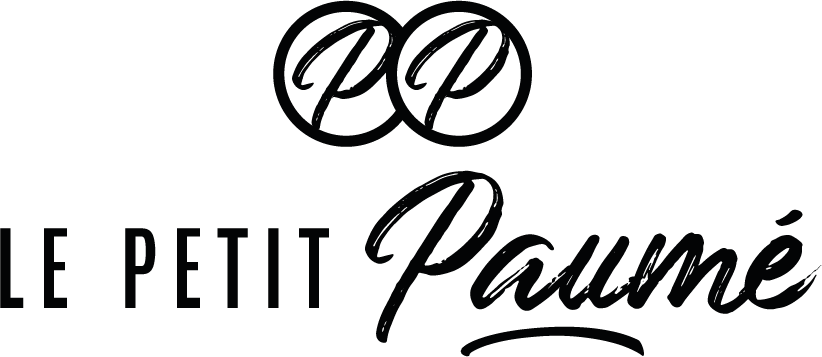
Logo de Le Petit Paumé

O Petit Paumé é um guia da vida quotidiana da cidade de Lyon, editado desde 1968 pelos estudantes da escola de comércio de Lyon, EM Lyon. Hoje, são distribuídos 300 000 exemplares na grande Lyon.
Seu nome é inspirado de uma música de Jacques Brel, Les Paumés Du Petit Matin (Os Perdidos da Madrugada em português).